# Климук Леонід Йосипович
Леоні́д Йо́сипович Климу́к (1904 , Полиці, Камінь-Каширська волость, Ковельський повіт, Волинська губернія, Російська імперія  — 1953 ) — український державний діяч. Депутат Верховної Ради УРСР першого скликання (1940–1947).

## Біографія
Народився в родині селянина-бідняка в селі Полиці, тепер Камінь-Каширський район, Волинська область, Україна. З малих років наймитував. Закінчив початкову трирічну сільську школу. За часів Польської Республіки працював у сільському господарстві. У 1932 році був заарештований польською поліцією, три місяці перебував у Ковельській в'язниці.
З вересня 1939 року, після приєднання Західної України до СРСР — член робітничо-селянської дружини (міліції), заступник голови тимчасового комітету села Полиці, а з січня 1940 року — секретар Полицької сільської ради Камінь-Каширського району.
1940 року обраний депутатом Верховної Ради УРСР першого скликання по Камінь-Каширському виборчому округу № 177 Волинської області.
Кандидат у члени ВКП(б) з квітня 1941 року, з того ж року — член ВКП(б). 
Під час Великої Вітчизняної війни — у Червоній армії (2 липня 1941 — 26 березня 1942), потім демобілізований та відправлений у місто Куйбишев (нині Самара), де працював бляхарем на заводі № 18 імені Ворошилова. 
У грудні 1943 року повернувся з евакуації на Україну, з квітня 1944 року — голова Камінь-Каширської міської ради депутатів трудящих.
Помер 1953 року після важкої хвороби.